# Schkuhria degenerica
Schkuhria degenerica là một loài thực vật có hoa trong họ Cúc. Loài này được (Kuntze) R.E.Fr. miêu tả khoa học đầu tiên năm 1906.